# Dominique Deruddere
Dominique Deruddere (Turnhout, 15 de juny de 1957) és un és un director de cinema, actor, productor i guionista belga.

## Biografia
Dominique Deruddere va créixer prop de la base militar belga de Leopoldsburg i va dirigir diversos curtmetratges com a estudiant amb Marcel Vanthilt, però realment va començar la seva carrera cinematogràfica el 1981, com a un segon assistent de Hugo Claus a la pel·lícula Vrijdag, després el 1983 com a guionista de la pel·lícula Brussels by Night de Marc Didden. Dos anys després, va actuar com a actor en una altra pel·lícula del mateix director, Istanbul.

## Filmografia
Com a director
- Crazy Love (1987)
- Espera la primavera, Bandini (1989)
- Suite 16 (1994)
- Hombres Complicados (1997)
- Iedereen beroemd! (2000)
- Pour le plaisir (2004)
- Die Bluthochzeit (De Bloedbruiloft) (2005)
- Firmin (2007)
- Flying Home (2014)
- Will Tura, hoop doet leven (2018)
- The Chapel (2023)

Com a actor
- La Patinoire (1998)
- Istanbul (1985)